# Энтони Джошуа — Отто Валлин
Бой Энтони Джошуа — Отто Валлин (англ. Anthony Joshua vs Otto Wallin, с названием «Судный день» (англ. Day of Reckoning) — профессиональный боксерский поединок между бывшим чемпионом мира в тяжелом весе по версиям WBA Super, WBO, IBF, и IBO Энтони Джошуа и бывшим чемпионом по версии WBA Continental Отто Валлином. Бой состоялся 23 декабря 2023 года в Эр-Рияде (Саудовская Аравия). Поединок был 12-раундовым, и на кону не стояли никакие титулы.
В со-главном событии этого супершоу также встретились другие топовые супертяжеловесы: бывший чемпион мира в тяжелом весе по версии WBC Деонтей Уайлдер и бывший чемпион мира в тяжелом весе по версии WBO Джозеф Паркер. Поединок также был 12-раундовым, и на кону не стояли никакие титулы.
Боксёрский турнир получил статус Событие года по версии журнала The Ring.

## Предпосылки
28 октября 2023 года в Эр-Рияде уже прошло первое супершоу главным событием которого стал поединок между чемпионами «Тайсон Фьюри — Франсис Нганну», шоу прошло под заголовком «Битва наикрутейших» (англ. Battle of the Baddest), и в нём было шесть боёв между топовыми супертяжеловесами.
В нынешнем супершоу в Эр-Рияде, которое проходит чуть меньше чем через четыре недели после предыдущего, вновь шесть боёв между ещё более топовыми супертяжеловесами и плюс два дополнительные боя в 1-м тяжёлом и в полутяжёлом весе между действующими чемпионами мира.
Перед участием в этом супершоу, 19 декабря 2023 года австралиец Джей Опетая принял решение отказаться от титула чемпиона мира по версии IBF в 1-м тяжёлом весе (до 90,7 кг) из-за давления организации требовавшей безотлагательного реванша с Майрисом Бриедисом, и Опетая выбрал участие в текущем супершоу нежели сохранение титула чемпиона мира.
Первое супершоу 28 октября было организовано американским и британским промоутерами — Бобом Арумом и Фрэнком Уорреном. В организации второго текущего супершоу в Эр-Рияде уже участвовали шесть промоутеров: Боб Арум, Фрэнк Уоррен, Эдди Хирн, Дмитрий Салита, Ниссе Зауэрланд и Ульф Штайнфорт. И оба эти супершоу проходят под контролем Британского совета по надзору над боксом.

## «Энтони Джошуа — Отто Валлин»

### Течение поединка
С первых же секунд Джошуа занял центр ринга и уверенно контролировал дистанцию джебом, чтобы подключить мощную правую. Фаворит поджимал, а Валлин делал ошибки, уходя под правую руку Джошуа. К 4-му раунду преимущество британца стало подавляющим, он действовал раскованно и спокойно. Валлин был пассивным и действовал одиночными ударами, к тому же у него образовалась сечка. В 5-м раунде бой был полностью односторонний и в перерыве тренер Отто Валлина принял решение об остановке боя.

### Судейские записки
50—45 в пользу Джошуа у всех трёх судей

### После боя
Предполагалось, что Джошуа и Уайлдер сойдутся в очной схватке в марте, если оба пройдут оппонентов и был даже заранее подписанный контракт на бой о чём признался промоутер Джошуа Эдди Хирн. Победив Валлина Джошуа отобрал у него вторую позицию в рейтинге и может разыграть пояс IBF с обязательным претендентом Филипом Хрговичем. Ожидается, что пояс IBF освободится в феврале после поединка за звание абсолюта между Александром Усиком и Тайсоном Фьюри если оба чемпиона решат проводить реванш.

## «Деонтей Уайлдер — Джозеф Паркер»

### Течение поединка
Не смотря на то, что в бою встретились два бывших чемпиона мира и два сильно бьющих бойца (67 нокаутов на двоих) поединок продлился всю дистанцию и разочаровал болельщиков которые были разогреты зрелищными боями андеркарда. Уайлдер, сбросивший вес до минимума в своей карьере, первые три раунда откровенно осторожничал и не был похож на себя. Он выжидал и работал вторым номером. Паркер отлично двигался, старался держаться на средней дистанции время от времени выстреливая успешно справа. Если была опасность просто лез в клинч. Забирая раунд за раундом в такой манере новозеландец всё же пошел на обострение в 8 раунде и провел очень хороший эпизод. Уайлдер так же зрелищно ответил на это пусть оба и не нанесли ущерба. Деонтей активизировался лишь в последних раундах когда уже стало ясно, что бой можно выиграть лишь нокаутом, но это было читаемо Паркером.

### Судейские записки
118—110, 118—111 и 120—108 в пользу Паркера

### После боя
Соорганизатор вечера Фрэнк Уоррен (Queensberry Promotions) выразил мнение, что Уайлдер вышел на ринг с травмой о которой стало известно от менеджера американца Шелли Финкеля.
Тренер Уайлдера — Малик Скотт отдал должное Паркеру и тренеру Энди Ли за отличный план на бой.
Сам Уайлдер признал, что были проблемы с таймингом и с «инстинктом убийцы».

## Трансляция
Прямая трансляция поединка будет осуществляться стримингом DAZN по системе платного просмотра Pay-per-view. Стоимость трансляции:
- $39,99 — в США и Канаде;
- £19,99 — в Великобритании;
- $21,99 — в остальном мире.

## Гонорары
Так же как вечер Фьюри - Нганну так и "Судный день" в Саудовской Аравии демонстрируют не высокие показатели по продаже платных трансляций (PPV). Главная причина - разница в часовых поясах мешающая зрителям из-за океана. Несмотря на то, что организаторы бокса в СА держат информацию в секрете, известно что Джошуа заработал за бой с Валлиным 8 миллионов фунтов стерлингов. Предположительно гонорар самого Валлина составил - 1 миллион. Точной информации по другим участникам вечера с источниками нет.

## Фотогалерея

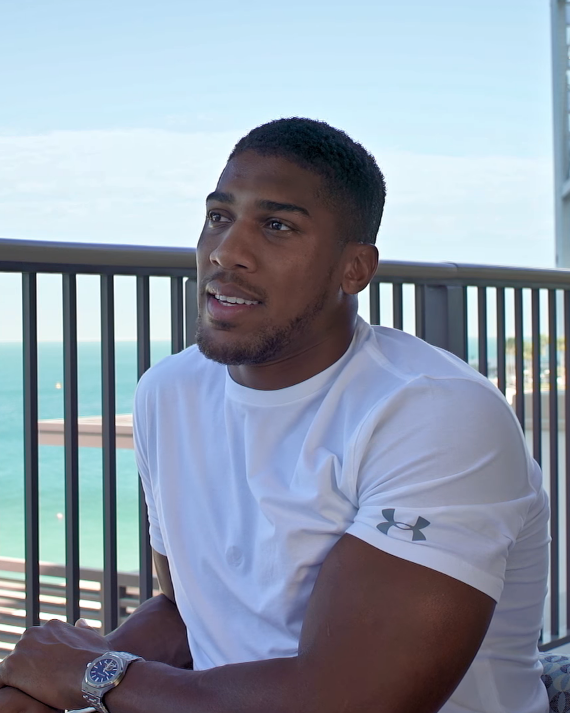
Энтони Джошуа
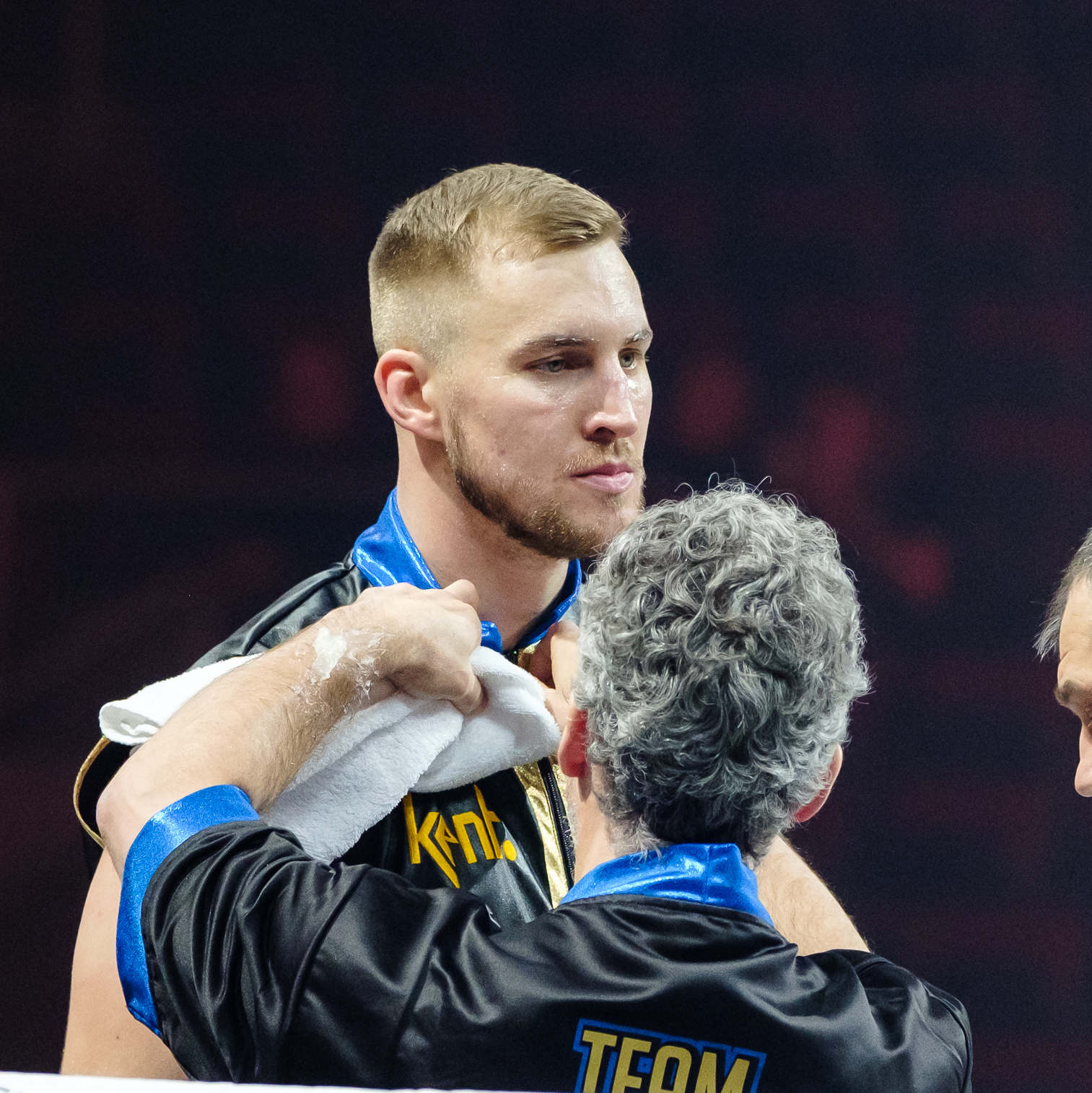
Отто Валлин
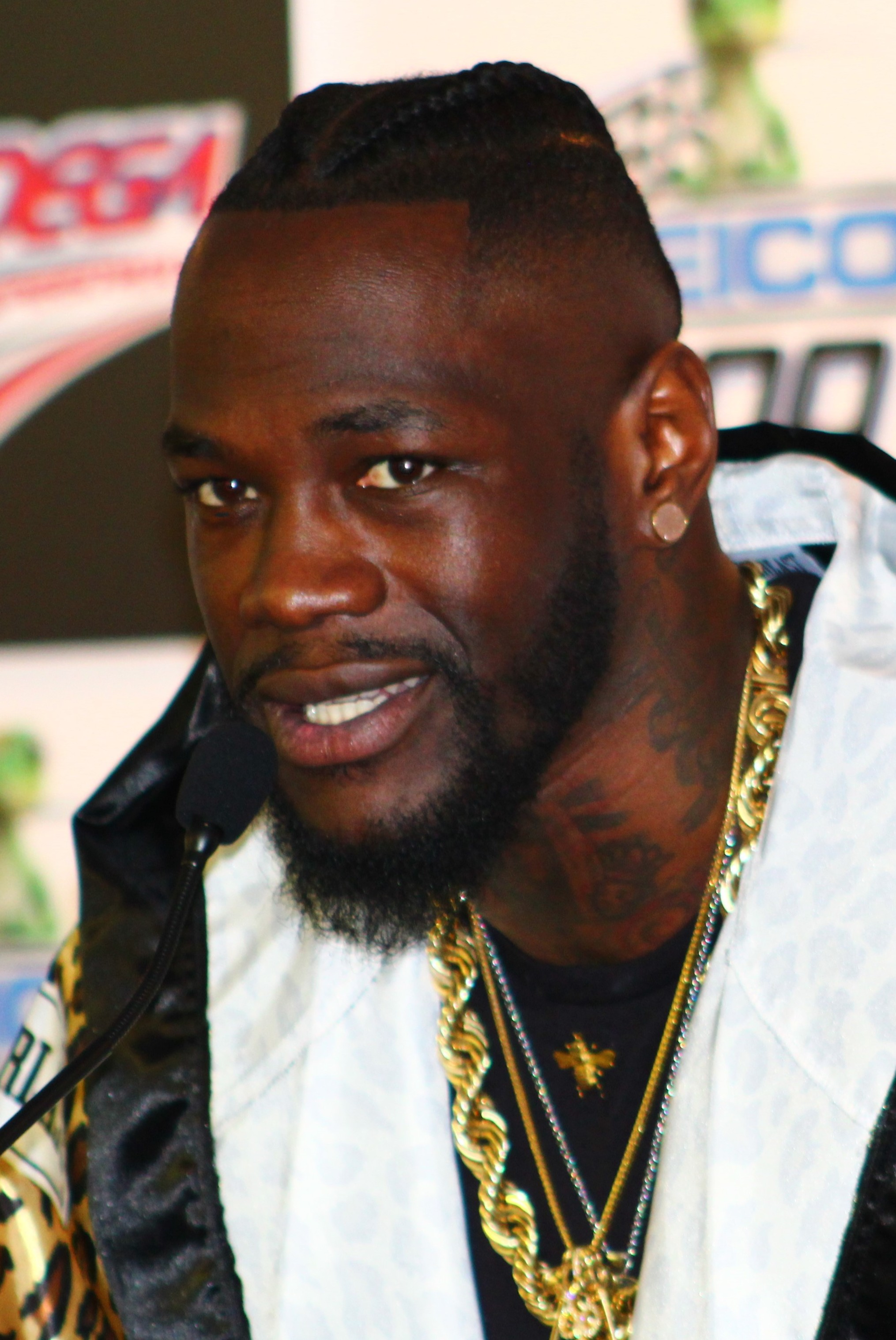
Деонтей Уайлдер
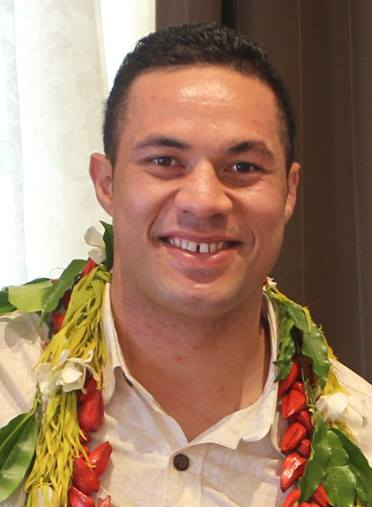
Джозеф Паркер